# Ax-les-Thermes
Ax-les-Thermes (okcitansko Acqs) je zdraviliško naselje in občina v južnem francoskem departmaju Ariège regije Jug-Pireneji. Leta 2008 je naselje imelo 1.427 prebivalcev.

## Geografija
Naselje se nahaja v Pirenejih ob reki Ariège in njenih dveh pritokih, Oriège ter Lauze, v bližini meje z Andoro, 40 km jugovzhodno od središča departmaja Foix.

## Uprava
Ax-les-Thermes je sedež istoimenskega kantona, v katerega so poleg njegove vključene še občine Ascou, L'Hospitalet-près-l'Andorre, Ignaux, Mérens-les-Vals, Montaillou, Orgeix, Orlu, Perles-et-Castelet, Prades, Savignac-les-Ormeaux, Sorgeat, Tignac in Vaychis z 3.060 prebivalci.
Kanton je sestavni del okrožja Foix.

## Zanimivosti
- Naselje je znano po številnih vročih žveplenih vrelcih. Zdravilne vode, znane že v rimskem obdobju, naj bi zdravile revmo, kožne bolezni in ostale bolezni. Toplice so se začele razvijati v srednjem veku pod francoskim kraljem Ludvikom IX. (1214-1270), ki je odredil pošiljanje vojakov, vračajočih se s križarskih vojn in ozemelj, okuženih z gobavostjo, v toplice.

- Ax 3 Domaines, tudi Plateau de Bonascre, je 1.372 metrov visoko zimskošportno središče na ozemlju občine Ax-les-Thermes. S šestimi smučarskimi progami je največje v dolini Vallée d’Ax. Med drugim je središče tudi večkratno ciljno prizorišče gorskih etap kolesarske dirke po Franciji. Cesta od Ax-les-Thermes do Ax 3 Domaines v dolžini 8 kilometrov opravi s povprečno naklonino 8,3% 656 metrov vzpona.